# 蒂娜·布蘭佛德
蒂娜·布蘭佛德（部分日本媒体中英文名为Tina Branford）是一位出現在Square Enix的電子遊戲《最终幻想VI》中的角色，同時也是該作的主角之一。由天野喜孝和野村哲也設計的角色，除了《最终幻想VI》外她還出現在《最終幻想 紛爭》、《最終幻想 紛爭012》和其他幾個最終幻想系列遊戲。初期登場時名字標記為「？？？？？？」。
在《最终幻想VI》中，蒂娜被人們和幻獸稱為「超能力者（Esper）」，她的魔法力量被加斯特拉帝國加以利用，直到故事開始不久後叛逃而獲救。

## 人物
神祕霧地帶的溫柔少女，特徵是綁著馬尾的波浪捲髮（有金色和綠色兩種版本）。出生於幻獸界，天生就擁有強大魔導之力和幻獸的血，是幻獸父親馬丁和人類母親瑪德蓮的孩子。在還是孩童時被加斯特拉皇帝強行帶走，成為加斯特拉帝國的魔導戰士，被凱夫卡·帕拉佐戴上操控頭環而成了兵器，事實上蒂娜失去了自己對過去的記憶、情感和自我思考能力。雖然脫離了控制，但仍對自己造成的一切感到恐懼，且感受不到「愛」。劇情中期變身成幻獸姿態而暴走，在反帝國組織回歸者的幫助下喚起了原本的回憶，了解自己的身世後決心挺身和利用幻獸為非作歹的加斯特拉帝國展開反擊。
魔石入手前就能使用魔法，戰鬥能力高，且會使用劍術。故事開始後並無原先命令，蒂娜潛在能力解放，得到了戰鬥力增強的「變身（トランス）」，不但魔力增強兩倍，對敵方屬性減半。可以隨著等級提升自動學習魔法。喜歡的東西是動物和毛絨絨的莫古利，討厭人多的地方。必殺技為「混亂之刃（ライオットソード）」。
北美名字「Terra」就單字而言，為拉丁語「地球（earth）」，就希臘語則有「魔物（monster）」的意味。
年齡：18歲、身長：160公分、體重：48公斤、生日：10月18日、血型：不明

## 登場

### 最终幻想VI
蒂娜首次出現時，是一位有著超級戰士般的天賦和毀滅性魔法的士兵，然而她的思維被帝國通過精神頭環控制。她和另外兩名帝國士兵，威奇和比克斯同行，操作魔導裝甲突襲那魯雪奪取剛挖出來的幻獸。在大屠民兵後到達洞穴時，比格斯和威奇被神祕生物冷凍幻獸殺死，而她和幻獸產生了共鳴。當她醒來時已在一位老人的家，儘管控制自己的頭環雖被取下，但她仍為失憶而苦。那魯雪民兵認為蒂娜是帝國士兵而追了過來，她在老人的掩護逃進了那魯雪煤礦坑中，在陷入昏迷而無助之時，受老人之託的冒險家洛克·柯爾和莫古利家族們前來幫忙，將她成功救出。後來在費加洛王國中結識了艾德加國王，並得知了洛克和艾德加都是「回歸者」的成員，蒂娜也正式答應幫助他們。在經歷了費加洛王國和另一那魯雪事件後，蒂娜終於得知了她是幻獸父親馬丁和人類母親瑪德蓮的女兒，知道自己天生具有魔法能力的原因。帝國通過對她的洗腦、廣泛的培訓和操控，將她變成征服南方大陸其它城鎮的工具，而她的力量可以瞬間消滅50名裝甲兵。
角色的商品如有為《FFVI》作的轉蛋人偶。她還在《Final Fantasy VI: The Interactive CG Game》的技術演示中出現。

### 其他出現
蒂娜·布蘭佛德在系列的跨界格鬥遊戲《最終幻想 紛爭》中作為代表《最终幻想VI》的主角登場，角色外貌由野村哲也重新設計（以金色頭髮的模樣登場，而綠色頭髮的樣子則留於換裝系統中）。在前傳《最終幻想 紛爭012》則作為前一輪迴戰爭中的敵人角色。
蒂娜在《Secret of Evermore》中作為配角登場，亦在《最終幻想 節奏劇場》中代表《最终幻想VI》登場。在《Final Fantasy Airborne Brigade》則作為一個傳奇人物，在《Final Fantasy All the Bravest》出現時是在店裡隨機購買的高級角色之一。在《最終幻想XIII-2》也有提到，而最終幻想卡牌遊戲亦有蒂娜。她的服裝出現在《王國之心 編碼》重製遊戲中。

## 發展

由天野喜孝繪製的蒂娜藝術造型

蒂娜·布蘭佛德最初設定為一個20歲出頭的半超能力小夥子。他暗中和洛克·柯爾是合作夥伴和對手的關係。在《FFVI》的最後版本，該角色的設計最終被更改為一個18歲的半超能力女子。在遊戲的前半蒂娜被設成一個「很被動」的角色，這是為了呈現隨著劇情而成長的推進。在遊戲結束時，她本會因魔法的消失而死亡，但開發團隊決定，這「走得太超過」，因為她已在這個故事斷言出她人性化的一面，所以以沒有魔法的那一方面，工作人員決定讓她活下去。
蒂娜最初的設計是天野喜孝，她的美術概念為遊戲圖形董事之一野村哲也，重新設計過她的Q版形式作為遊戲中的代表性。有些差異是，她的遊戲內出現地是綠色的頭髮，而不是原作中的金髮。在2006年的採訪中，天野說，蒂娜是他在電子遊戲的設計中是他最喜歡的角色。開發團隊打算在遊戲中有一個全體性的演員，沒有獨特的主角，不過由於有一大半都圍繞著蒂娜，因此決定讓下半年的隊伍由另一位角色莎莉絲·謝兒開始。另一個原因，這種轉變是團隊希望蒂娜的故事線在上半年之後朝一個新的方向前進。
雖然人物的名字是「蒂娜·布蘭佛德（Tina Branford）」，據日本媒體報導，美國的測試者「討厭蒂娜這個名字，幾乎很像是某一個人！」，根據遊戲的翻譯特德·伍爾西。出於這個原因，伍爾西在遊戲的北美英語版將人物改名為「Terra」。現在回想起來，他承認，一些玩家也可能命名為「Terra」和有些人不喜歡這個名字的改變，然而，他指出，「他曾在遊戲中意為更受眾廣泛而在日本進口」使玩家知道日本應該有的原始版本。
在《紛爭》中，蒂娜被野村選為代表《FFVI》出場的英雄。他的理由是，如果沒有她，就在本遊戲的陣容中就沒有女主人公。他還指出，因為她出現在原遊戲的封面和廣告，又「根據[他]的感情和從《FFVI》的製作，他認為必須是蒂娜」。於Gameplaywise的訪談中，野村表示蒂娜是他在《紛爭》中最喜歡的角色。

## 評價
角色在日本受到最終幻想粉絲的歡迎。即使蒂娜並沒有和任何人成為情侶，在《FFVI》中的任何角色「蒂娜和艾德加」、「蒂娜和洛克」已於本評選為最終幻想系列第四和第七的「最佳情侶」，於1995年分別普及投票發表在《V Jump》，同年，她還排在《V Jump》的最流行的系列人物的民調中第六名。在2013年史克威爾艾尼克斯投票通過，蒂娜被評為在日本第六大流行的女主角。在《最終幻想 紛爭》的相關文章，IGN的編輯Ryan Clements稱她是最知名和深受喜愛的人物加入其宇宙的隊勢之一。
1996年，《Next Generation》選擇了向蒂娜學習，採取孤兒村的照顧，在整個最終幻想系列中最難忘的時刻到再愛場景這一點，指出「這是肯定地說，沒有其他遊戲系列能解決這麼大的問題，或者達到了情緒的複雜性這樣一個水平，這確實是美麗的。」
在2013年，格斯·特納在《Complex》將蒂娜排在第五個最大最終幻想的所有時刻人物，稱她為「所有系列一個標杆的女主角」，由她的個性和背景故事的多維方面獨一無二，並指出，「像優娜和艾莉絲都是從蒂娜開始的」。此外，在2013年，Michael Rougeau排她在《Complex》的電子遊戲歷史中第九最偉大的女主角，稱她為「遊戲中最引人注目和複雜的女主人公之一」，並宣稱是一個比《最終幻想XIII》的雷光更好的女主角。Tom's 硬體指南的Marshall Honorof也將她包括在電子遊戲歷史中前10名女主人公。

## 另見
- 最终幻想VI角色列表